# Stanimir Marinov
Stanimir Marinov (in bulgaro Станимир Маринов?; Silistra, 7 settembre 1991) è un cestista bulgaro.

## Carriera
Con la Bulgaria ha disputato i Campionati europei del 2022.

## Palmarès
- Campionato bulgaro: 1

Balkan Botevgrad: 2021-22
- Lega Balcanica: 2

Pristina: 2015-16
Levski Sofia: 2017-18